# Mäe-Palo
Mäe-Palo – wieś w Estonii, w prowincji Võru, w gminie Haanja.